# Walter Camp
Walter Chauncey Camp (New Britain, 7 aprile 1859 – New York, 14 marzo 1925) è stato un giocatore di football americano, allenatore di football americano e scrittore statunitense.

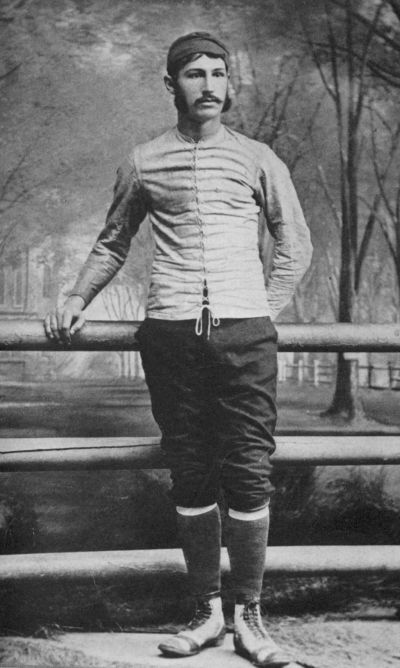
Walter Camp con la divisa di Yale, di cui era capitano, nella stagione 1878-79.

Camp è considerato come la figura più importante per lo sviluppo del football americano, che fu il suo sport preferito pure nelle sue attività di giornalista e scrittore sportivo. Da ragazzo primeggiava in diversi sport, fra cui atletica, baseball e calcio; dopo essersi iscritto a Yale nel 1875, continuò ad accumulare successi sportivi in ogni disciplina.

## Biografia
Camp, nato a New Britain nel Connecticut, era figlio di Leverett Camp e di Ellen Sophia Cornwell, che erano entrambi di origine inglese: il suo primo antenato immigrato fu il colono inglese Nicholas Camp, che venne da Nazeing nell'Essex in Inghilterra e arrivò nel New England coloniale nel 1630, arrivando prima nel Massachusetts poi nel Connecticut quello stesso anno. Walter frequentò la Hopkins Grammar School di New Haven, entrò allo Yale College nel 1875 e si laureò nel 1880. A Yale era un membro della confraternita Delta Kappa Epsilon, della Società Linoniana e di Skull and Bones. Frequentò la Yale Medical School dal 1880 al 1883, dove i suoi studi furono interrotti prima da un'epidemia di febbre tifoide e poi dal lavoro per la Manhattan Watch Company. Camp lavorò per la New Haven Clock Company a partire dal 1883, fino a diventare presidente del consiglio di amministrazione.
Nel 1873, Camp partecipò a una riunione nella quale i rappresentanti delle università di Columbia, Rutgers, Princeton e Yale formarono l'Intercollegiate Football Association (IFA). Tali rappresentanti imposero la regola che a ogni squadra erano consentite solo 15 azione giocate per drive. Camp giocò come halfback in Yale Bulldogs football dal 1876 al 1882: prima del suo esordio, il famoso giocatore di Harvard Nathaniel Curtis diede un'occhiata a Camp, che allora pesava solo 156 libbre, poi disse al capitano di Yale Gene Baker "Non intendi lasciare che quel bambino giochi, vero? .. . Si farà male."
Camp fu capo allenatore di Yale Bulldogs dal 1888 al 1892. Ai suoi tempi con Yale, la squadra vinse 67 partite e ne perse solo due. Passò quindi alla Stanford University, dove allenò nel dicembre 1892, 1894 e 1895. Il giorno di Natale del 1894, Amos Alonzo Stagg e la sua squadra Chicago Maroons football sconfissero la compagine di Camp ossia Stanford Cardinal football con punteggio di 24–4 a San Francisco in una prima gara interstatale.

## Famiglia
Il 30 giugno 1888, Camp sposò Alice Graham Sumner, sorella del sociologo William Graham Sumner: ebbero due figli. Il primogenito Walter Camp Junior (1891-1940) frequentò anche lui Yale e fu eletto membro della famosa confraternita Scroll and Key nel 1912, mentre la figlia era Janet Camp Troxell (1897-1987). Camp è sepolto con sua moglie e i suoi figli nel cimitero di Grove Street a New Haven: era di religione anglicana episcopale.

## Rinnovatore del football
Negl'incontri successivi alla Massasoit House con i rappresentanti degli altri college, Camp diventa un protagonista. Non soddisfatto con un regolamento che a lui ricordava troppo le mischie violente degli anni passati, nel primo incontro a cui partecipa, nel 1878, propone la riduzione di ogni squadra in campo da 15 a 11 elementi. La proposta viene rigettata dagli altri college in quell'incontro, ma soltanto due anni dopo (nel 1880) la modifica riceve l'avallo degli altri rappresentanti. L'effetto che si ottiene in campo è un evidente allargamento degli spazi in campo, con una maggiore enfatizzazione della velocità dei giocatori rispetto alla potenza muscolare. Sempre nello stesso incontro del 1880 passano anche altre due modifiche al regolamento proposte da Camp: la creazione della linea di scrimmage e l'introduzione dello snap, cioè il passaggio del pallone dal center al quarterback a ogni inizio azione. In origine lo snap viene eseguito con il tallone del piede; soltanto in un secondo periodo si prevede la possibilità di effettuare lo snap con le mani, consentendo sia un vero e proprio passaggio che una consegna del pallone direttamente nelle mani del quarterback.
L'introduzione della linea di scrimmage è una vera e propria rivoluzione per il gioco, anche se non voluta. Soprattutto la squadra di Princeton comincia a utilizzare la nuova introduzione regolamentare per rallentare il ritmo del gioco, interpretando le proprie partite come un lento avvicinamento a ogni down verso la end zone avversaria. Invece che aumentare il numero delle segnature, come era nelle intenzioni di Camp, la nuova regola venne sfruttata per mantenere il controllo del pallone per tutta la durata della partita: il risultato che si ha sono partite lente e poco divertenti. Nell'incontro del 1882, Camp propone un nuovo cambio regolamentare: la squadra in possesso del pallone è obbligata a guadagnare almeno 5 iarde in 3 down. Si deve a questa modifica del regolamento la nascita effettiva del football americano, provocando il distacco definitivo di questa disciplina dal rugby e dal calcio.
Walter Camp è stato determinante anche per altre decisive introduzioni regolamentari che hanno dato la struttura definitiva al football americano. Nel 1881 viene ridotta la dimensione del campo da gioco alle sue dimensioni odierne: 120 iarde di lunghezza e 53,33 iarde di larghezza (109,7 metri per 48,8 metri). Nel 1883 Camp ha provato più volte a far modificare anche il sistema di punteggio, ottenendo che un touchdown valesse 4 punti, 2 punti per un calcio seguente a un touchdown segnato, 2 punti per una safety (cioè il placcaggio di un giocatore avversario in possesso del pallone all'interno della end zone di quest'ultimo), e 5 punti per un calcio piazzato. Nel 1887 viene stabilito il tempo regolamentare della partita: 45 minuti per ognuna delle due frazioni di gioco e viene introdotto l'obbligo di presenza di un duo arbitrale stipendiato. Nel 1888 viene concesso il placcaggio al di sotto della vita mentre nel 1889 vengono introdotti l'uso dei fischietti per gli arbitri e del cronometro.
Dopo aver lasciato il college di Yale nel 1882, Walter Camp viene assunto dalla New Haven Clock Company, per cui lavora fino alla sua morte nel 1925. Ma anche se non più giocatore, Camp continua a partecipare alle riunioni annuali per le modifiche regolamentari. Alla fine di ogni campionato, lo stesso Camp nomina i migliori giocatori inserendoli nella selezione All-American: selezione che ancora oggi viene effettuata dalla Walter Camp Football Foundation.